# Castelldefels
För kommunen med samma namn, se Castelldefels (kommun).
Castelldefels är en kommunhuvudort i Spanien.   Den ligger i provinsen Província de Barcelona och regionen Katalonien, i den östra delen av landet, 500 km öster om huvudstaden Madrid. Castelldefels ligger 14 meter över havet och antalet invånare är 62 080.
Terrängen runt Castelldefels är kuperad åt nordväst, men åt sydost är den platt. Havet är nära Castelldefels söderut.  Närmaste större samhälle är Barcelona, 20,0 km nordost om Castelldefels. Runt Castelldefels är det i huvudsak tätbebyggt.